# Germán Voboril
Germán Ariel Voboril (Lanús, Provincia de Buenos Aires, Argentina; 5 de mayo de 1987) es un exfutbolista argentino. Jugaba como lateral izquierdo y su último equipo fue Mitre (SdE).

## Trayectoria

### Como jugador

#### San Lorenzo
Surgido de las inferiores de San Lorenzo de Almagro, debutó en la primera de este club el 2 de septiembre de 2006 frente al Club Banfield, encuentro que terminaría a favor de San Lorenzo por 2-1. A lo largo de esa temporada disputaría un total de 15 partidos. Sería partícipe del Torneo Clausura 2007 campeonato obtenido con un total de 45 puntos. Debido a lesiones y bajos rendimientos, Voboril, sería muy poco tenido en cuenta por los diferentes técnicos del club, por lo que el 6 de enero de 2011 es prestado por un año y con opción de compra a Godoy Cruz.

#### Préstamo a Godoy Cruz
En Godoy Cruz no serían muchos los partidos que disputaría (principalmente por lesión) pero alcanzarían para tener buenas actuaciones y dejar al club mendocino en la tercera ubicación en el Torneo Clausura 2011. Además de disputar 3 partidos por la Copa Libertadores 2011 y 2 por la Copa Sudamericana 2011.

#### Retorno a San Lorenzo
En enero del 2012 y después de destrabar su salida del club de Mendoza, retorna a San Lorenzo de Almagro por pedido del aquel entonces técnico Leonardo Madelón.
En su segunda etapa en el club de Boedo, comenzó siendo titular pero sufrió una rotura del ligamento cruzado y del menisco externo de la rodilla izquierda sobre el cierre del partido que su equipo empató 1-1 con Banfield el 22 de abril de 2012. Esta lesión lo dejó afuera de las canchas por más de año y medio, para así recién retornar a jugar a las canchas sin inconvenientes en abril de 2014.

#### Racing Club
El 11 de agosto de 2014, tras rescindir su contrato con San Lorenzo, firmó un contrato por 18 meses con Racing Club de Avellaneda. Jugó su primer partido contra Boca, ingresando en reemplazo de Diego Milito. Su primer partido de titular fue ante Gimnasia y Esgrima de La Plata, finalizando el encuentro en victoria por 1 a 0. El 14 de diciembre del mismo año consiguió su tercer título a nivel nacional, habiendo disputado 4 de los 19 partidos del torneo (entrando como relevo en 2 de ellos y siendo titular frente a Rosario Central, partido previo a la obtención del campeonato). 
En 2015 jugó 23 partidos y no convirtió goles.
En 2016 jugó 7 partidos por el campeonato nacional y 4 por la Copa Libertadores 2016 jugando 11 partidos en la primera parte del año.

#### Préstamo a Newell's Old Boys
A fines de julio de 2016, con la contratación de Emanuel Insúa sabiendo que quedaría relegado por no ser del gusto de Facundo Sava pasa a préstamo por un año y con opción de compra a la "lepra".

#### Universidad Católica
El 31 de julio de 2017, tras rescindir su contrato con Racing Club, firma un contrato por 18 meses con la Universidad Católica.

## Clubes
| Club                      | País      | Año       | PJ | Goles |
| ------------------------- | --------- | --------- | -- | ----- |
| San Lorenzo               | Argentina | 2006-2010 | 36 | 0     |
| → Godoy Cruz (Cedido)     | Argentina | 2011      | 24 | 1     |
| San Lorenzo               | Argentina | 2012-2014 | 14 | 0     |
| Racing Club               | Argentina | 2014-2016 | 37 | 0     |
| → Newell's (Cedido)       | Argentina | 2016-2017 | 9  | 0     |
| Universidad Católica      | Chile     | 2017-2018 | 22 | 0     |
| Universidad de Concepción | Chile     | 2019      | 19 | 1     |
| San Martín de Tucumán     | Argentina | 2020      | 0  | 0     |
| Club Mitre                | Argentina | 2021-2022 | 29 | 1     |

## Títulos

### Campeonatos nacionales
| Título                    | Equipo               | País      | Año    |
| ------------------------- | -------------------- | --------- | ------ |
| Primera División          | San Lorenzo          | Argentina | C-2007 |
| Primera División          | San Lorenzo          | Argentina | I-2013 |
| Primera División          | Racing Club          | Argentina | 2014   |
| Primera División de Chile | Universidad Católica | Chile     | 2018   |

### Campeonatos internacionales
| Título                        | Equipo           | País      | Año  |
| ----------------------------- | ---------------- | --------- | ---- |
| Copa Mundial de Fútbol Sub-20 | Selección Sub-20 | Canadá    | 2007 |
| Copa Libertadores             | San Lorenzo      | Argentina | 2014 |